# Іванівська сільська рада (Корецький район)
Іва́нівська сільська́ ра́да — орган місцевого самоврядування в Корецькому районі Рівненської області. Адміністративний центр — село Іванівка.

## Загальні відомості
- Іванівська сільська рада утворена в 1989 році.
- Територія ради: 16,511 км²
- Населення ради: 744 особи (станом на 2001 рік)

## Населені пункти
Сільській раді підпорядковані населені пункти:
- с. Іванівка
- с. Березівка

## Склад ради
Рада складається з 16 депутатів та голови.
- Голова ради: Саєць Володимир Дмитрович
- Секретар ради: Федюкевич Любов Іванівна

### Керівний склад попередніх скликань
| Прізвище, ім'я, по батькові   | Основні відомості                                                               | Дата обрання | Дата звільнення |
| ----------------------------- | ------------------------------------------------------------------------------- | ------------ | --------------- |
| Скарбарчук Валентина Петрівна | Сільський голова, 1963 року народження, член Народної партії                    | 26.03.2006   | 31.10.2010      |
| Саєць Володимир Дмитрович     | Сільський голова, 1954 року народження, освіта середня спеціальна, безпартійний | 31.10.2010   |                 |

Примітка: таблиця складена за даними сайту Верховної Ради України